# Xi He (vattendrag i Kina, Liaoning, lat 41,49, long 121,43)
Xi He är ett vattendrag i Kina. Det ligger i provinsen Liaoning, i den nordöstra delen av landet, omkring 170 kilometer väster om provinshuvudstaden Shenyang.
Genomsnittlig årsnederbörd är 728 millimeter. Den regnigaste månaden är juli, med i genomsnitt 183 mm nederbörd, och den torraste är januari, med 6 mm nederbörd.